# واو
الواو "و" هو الحرف27 من الهجائية العربية، وقيمته (6) حسب نظام حساب الجمل.

## بعض الأسماء التي تبتدأ بحرف (و)
- ولادة، وديان، ورد - للبنات.
- وليد - للصبيان.

## أنواع الواو في اللغة العربية
1. واو الحال: هي الواو الداخلة على جملة اسمية أو فعلية مسبوقتين بمعرفة مثل: «زارني أخي وهو مسرور».
2. واو المعية: هي الواو التي بمعنى (مع) مثل: «سرت والليل».
3. واو الإشباع: هي الواو الواقعة بعد ضمير الرفع (التاء المتحركة) أو بعد ضمير النصب (كاف الخطاب) أو ضمير نصب مثل: «هل أديتم الواجب وفهمتموه؟ وهل ناقشناكموه؟».
4. الواو الزائدة: هي أحد حروف الزيادة المجموعة في قولك (سألتمونيها).
5. واو العطف: هي الواو العاطفة جملة على جملة أو العاطفة مفردا على مفرد مثل: «محمد حاضر وعلي غائب» ومثل «حضر محمد وفهد».
6. واو الاستئناف (واو الابتداء): هي الواو الواقع بعدها جملة لا علاقة لها بما قبلها معنى وإعرابا مثل: ﴿ثُمَّ قَضَى أَجَلاً وَأَجَلٌ مُّسمًّى عِندَهُ﴾ [الأنعام:2].
7. واو رُبّ: هي الواو التي بمعنى (رُبَّ) وهي حرف جر للنكرات مثل: «وليل كموج البحر أرخى سدوله ـ علي بأنواع الهموم ليبتلي».
8. الواو التي حسب ما قبلها: هي الواقعة في بداية البيت الشعري إذا أتى وحده مثل: «وأخفت أهل الشرك حتى إنه ـ لتخافك النطف التي لم تُخلق».
9. واو الجماعة: هي ضمير يتصل بالأفعال للدلالة على أن الفاعل أكثر من اثنين مثل: «المسلمون سينتصرون».
10. واو الأسماء الخمسة: هي علامة رفع الأسماء الخمسة مثل: «قدم أبوك».
11. واو القسم: هي حرف جر دالة على قسم مثل: ﴿وَالسَّمَاءِ وَالطَّارِقِ ۝١﴾ [الطارق:1].
12. واو الجزاء: هي الواو التي ينصب الفعل المضارع بعدها بـ (أن) المضمرة جوازا مثل: «قراءتك للكتب وتستفيدَ خير لك من اللهو».
13. واو الثمانية: هي الواو التي يقع بعدها كلمة دالة على العدد ثمانية مثل: ﴿حَتَّى إِذَا جَاءُوهَا وَفُتِحَتْ أَبْوَابُهَا﴾ [الزمر:73]، ويعتقد النحويون أن واو الثمانية لا حقيقة لها، ولا يعرفونها وليست مؤثرة في قواعد الإعراب.[4]
14. واو الفصل: هي الواو المحصورة في هذه الكلمات: (عمرو، أولاء، أولئك، أولي، أولو، أولات).
15. واو جمع المذكر السالم: هي علامة رفع جمع المذكر السالم مثل: «حضر المعلمون».